# Liero

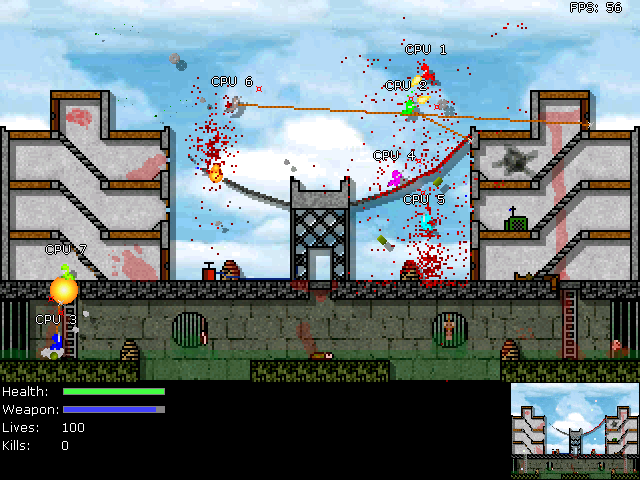

Liero (ver en finnois) est un jeu vidéo en freeware pour DOS créé par Joosa Riekkinen (un finlandais) en 1998. C'est un jeu calqué sur le jeu MoleZ, lui-même fortement inspiré de Worms, mais contrairement à ce dernier dans Liero le joueur ne contrôle qu'un seul ver et en temps réel. Il se rapproche ainsi d'un jeu de tir à la troisième personne avec une vue en 2D ressemblant à un jeu de plate-forme.

## Origine
Liero a repris presque à l'identique le gameplay et les graphismes du jeu MoleZ, en reprenant même directement certains bruitages. MoleZ a été créé en 1997 par Mikko Rytkönen de FRACTiLE Games.

## Modifications
La dernière version officiellement développée par l'auteur initial est la version 1.33 sortie en 1999. L'auteur a par la suite perdu le code source et n'a donc plus poursuivi le développement du jeu.
Grâce à la décompilation du jeu, le développement de Liero a pu être repris en 2009 avec la sortie d'une version 1.34. Cette version reprend à l'identique le comportement de la version 1.33, permet de jouer à Liero sur les systèmes d'exploitation récents (Windows XP, Vista et Linux) et corrige un bug avec le comportement de la corde. Elle demande cependant l'exécutable initial pour fonctionner. Cette version est considérée comme officielle par Joosa Riekkinen.
La version la plus récente est la 1.36, sortie en 2013.

### Jeux inspirés deLiero
Ce sont tous des freeware.
- Open Liero X - Site officiel international
- Open Liero X Xtreme - Site officiel français
- Liero Xtreme
- Liero AI
- Wurmz!
- Wiiero, un liero sur Wii
- NiL
- MoleZ Le jeu sur lequel Liero est basé